# Francisco Laporta Valor

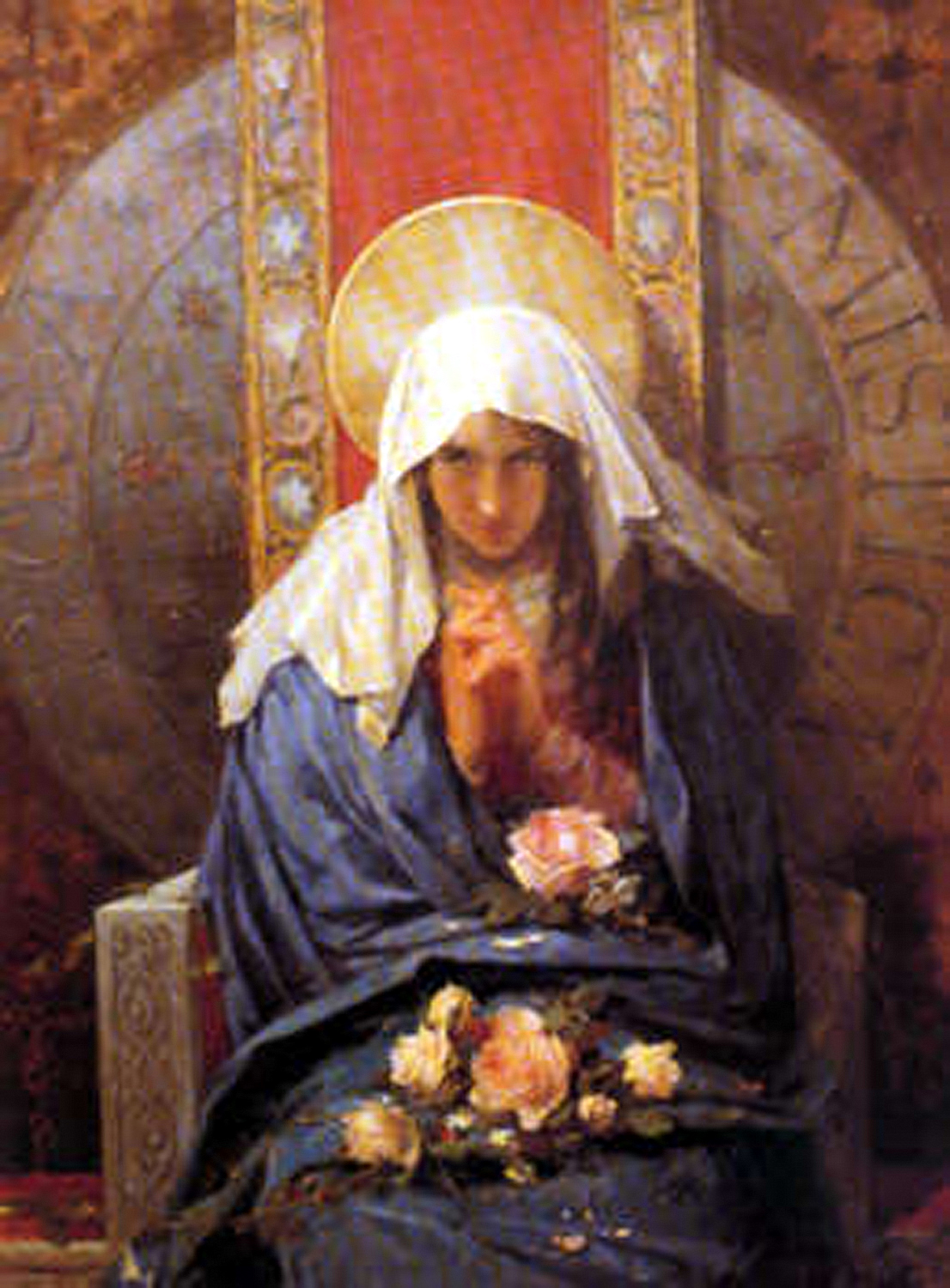
Rosa mística.

Francisco Laporta Valor (Alcoy, 1850-1914) fue un pintor, grabador y fotógrafo español.

## Biografía
Estudió en Madrid en la Academia de San Fernando con Casado del Alisal siendo condiscípulo de Alejandro Ferrant, Casto Plasencia y Francisco Pradilla.
Estuvo en París y a su regreso crea junto a sus hermanos el primer taller de fotograbado de Madrid en 1880. Más adelante instala en Alcoy la primera litografía. Entra en contacto en Alcoy con la fotografía, disciplina artística que también ejercerá a partir de 1880, publicando en diversas revistas y periódicos.
Fue concejal del Ayuntamiento de Alcoy y catedrático de dibujo de la Escuela de Artes y Oficios de Alcoy y de la Escuela de Bellas Artes de Barcelona.

## Obras

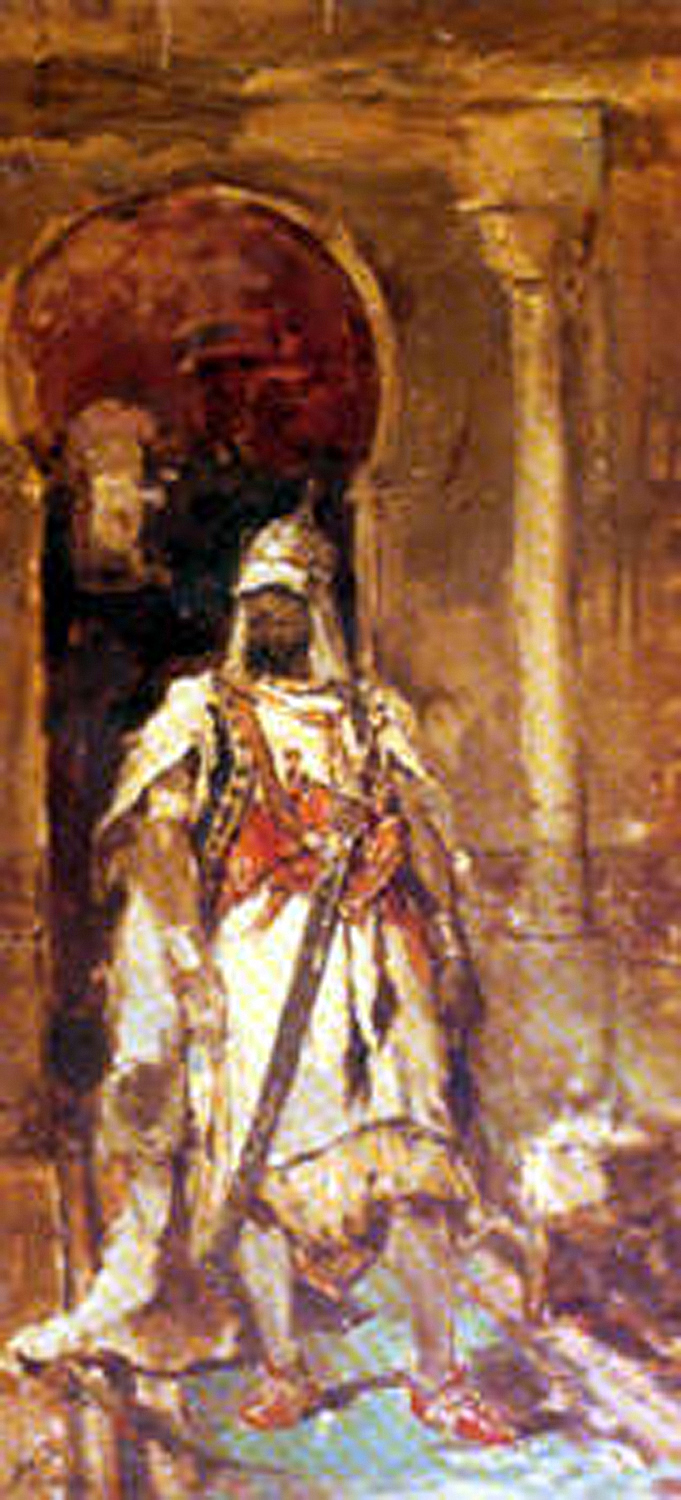
Diseño del traje de Alférez de la Filà Chano 1903
Toni «El Rey».

Pintor con una obra fundamentada en motivos religiosos, se presenta a la Exposición Nacional de Madrid de 1892 con las obras San Pablo predicando en el areópago y Jesús en casa de Marta obteniendo la tercera medalla que rehusó.
En agosto de 1887 participó en la restauración de la iglesia arciprestal de Santa María de Alcoy con varios cuadros y sobre todo con un mural en la cúpula del templo Apoteosis de Nuestra Señora. Este mural desapareció durante la guerra civil española como consecuencia de la destrucción de la iglesia en 1937. Se conservan, sin embargo, dos cuadros de su juventud. En la capilla de San Miguel pintó el techo del presbiterio y los grandes cuadros de la hoy restaurada capilla del asilo de las Hermanas de los Pobres en la calle El Camí de Alcoy que se construyó con la herencia de Milagros Jordá Puigmoltó.
La apoteosis franciscana que se puede admirar en la Iglesia de San Mauro y San Francisco de enormes dimensiones, era el techo de la sacristía del antiguo convento franciscano demolido durante la guerra civil española y que ocupaba la planta del templo actual y el actual mercado adosado. En esta misma sacristía también se encontraban las obras San Buenaventura, Nicolás IV, Alejandro V, Sixto IV y Sixto V.

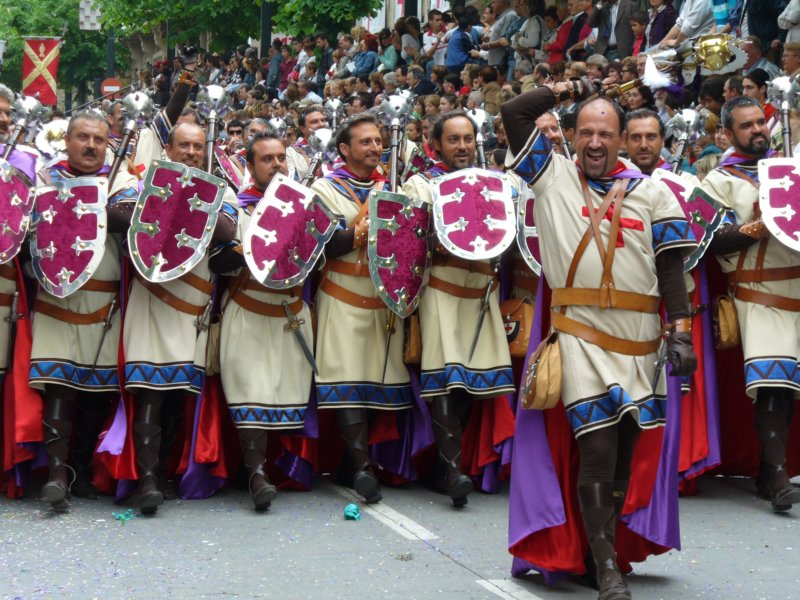
Diseño traje Filà Vascos, 1908.

Los diseños de la Filà Marrakesch, de la Filà Gusmans y Filà Vascos pertenecientes a los Moros y Cristianos de Alcoy son obra suya.

### Listado de obras
| Nº. | Título                                                                      | Fecha     | Técnica                                                | Dimensiones                                   | Localización                                                                             |
| --- | --------------------------------------------------------------------------- | --------- | ------------------------------------------------------ | --------------------------------------------- | ---------------------------------------------------------------------------------------- |
| 1   | Pío IX                                                                      | 1871      | Óleo sobre lienzo                                      | 62 x 56 cm                                    | Desconocido                                                                              |
| 2   | San Jorge en la batalla de Alcoy                                            | 1875      | Óleo sobre lienzo                                      | 175 x 120 cm                                  | Museu Alcoià de la Festa, Alcoy                                                          |
| 3   | San Miguel arcángel                                                         | 1875      | Óleo "al secco"                                        |                                               | Capilla de San Miguel, Alcoy                                                             |
| 4   | Los cuatro evangelistas                                                     | 1875      | Óleo "al secco"                                        |                                               | Desaparecido                                                                             |
| 5   | Apoteosis de la Virgen María                                                | 1887-1890 | Óleo "al secco" (original), óleo sobre lienzo (boceto) | 78,5 x 148 cm (boceto)                        | Iglesia arciprestal de Santa María, Alcoy                                                |
| 6   | Predicación de San Pablo en el areópago o San Pablo en Atenas               | 1890      | Óleo sobre lienzo                                      | 395 x 590 cm                                  | Capilla del antiguo asilo de las Hermanitas de los Pobres y Ancianos Desamparados, Alcoy |
| 7   | San Jerónimo                                                                | 1891      | Óleo sobre lienzo                                      | 223 x 137 cm                                  | Desconocido                                                                              |
| 8   | San Gregorio                                                                |           | Óleo sobre lienzo                                      | 261 x 125 cm                                  | Colección particular, Valencia                                                           |
| 9   | Jesús en casa de Marta y María                                              | 1892      | Óleo sobre lienzo                                      | 395 x 590 cm                                  | Capilla del antiguo asilo de las Hermanitas de los Pobres y Ancianos Desamparados, Alcoy |
| 10  | Sagrado Corazón de Jesús                                                    | 1892      | Óleo sobre lienzo                                      | 134,5 x 100 cm                                | Colección particular, Torrelodones                                                       |
| 11  | Rosa Mística                                                                | 1894      | Óleo sobre lienzo                                      | 134,5 x 100 cm                                | Museo de Bellas Artes Gravina, Alicante                                                  |
| 12  | San Vicente de Paúl o Tierno abrazo                                         | 1894      | Óleo sobre tabla                                       | 19,5 x 14,8 cm                                | Desconocido                                                                              |
| 13  | Santa Margarita María de Alacoque                                           | 1899      | Óleo sobre lienzo                                      | 240 x 80 cm                                   | Iglesia de Santa María, Bañeres                                                          |
| 14  | Bernardo de Hoyos                                                           | 1899      | Óleo sobre lienzo                                      | 240 x 80 cm                                   | Iglesia de Santa María, Bañeres                                                          |
| 15  | Purísima Concepción                                                         | ca. 1900  | Óleo sobre lienzo                                      |                                               | Desaparecido                                                                             |
| 16  | San José                                                                    | ca. 1900  | Óleo sobre lienzo                                      |                                               | Desaparecido                                                                             |
| 17  | San Francisco                                                               | ca. 1900  | Óleo sobre lienzo                                      |                                               | Desaparecido                                                                             |
| 18  | San Antonio                                                                 | ca 1900   | Óleo sobre lienzo                                      |                                               | Desaparecido                                                                             |
| 19  | Apoteosis de San Francisco de Asís                                          | 1901-1903 | Óleo sobre lienzo                                      | 298 x 959 cm (original), 37 x 121 cm (boceto) | Iglesia de San Mauro y San Francisco, Alcoy                                              |
| 20  | La enamorada de Cristo o Santa Teresa de Jesús                              | 1902      | Óleo sobre lienzo                                      | 135 x 80 cm                                   | Colección particular, Alcoy                                                              |
| 21  | ¿Principe o mendigo? o San Francisco de Asís                                |           | Óleo sobre lienzo                                      | 112 x 73 cm                                   | Colección particular, Alcoy                                                              |
| 22  | Santa Rosa de Viterbo                                                       |           | Óleo sobre lienzo                                      | 112 x 73 cm                                   | Colección particular, Alcoy                                                              |
| 23  | La Caridad de ayer y la Caridad de hoy o San Juan de Dios                   |           | Óleo sobre lienzo                                      |                                               | Desconocido                                                                              |
| 24  | Abigail pidiendo ante el rey David piedad para su esposo Nabal              | 1902      | Fresco (original), óleo sobre lienzo (boceto)          | 71 x 30 cm (boceto)                           | Colección particular (boceto), Alicante. Original desaparecido.                          |
| 25  | Ruth recogiendo espigas en el campo de Booz                                 | 1902      | Fresco (original), óleo sobre lienzo (boceto)          | 71 x 30 cm (boceto)                           | Colección particular (boceto), Alicante. Original desaparecido.                          |
| 26  | Anunciación de Nuestra Señora                                               | 1904      | Fresco (original), óleo sobre lienzo (boceto)          | 60 x 99 cm (boceto)                           | Colección particular, Valencia                                                           |
| 27  | Natividad del Niño Jesús                                                    | 1904      | Fresco (original), óleo sobre lienzo (boceto)          | 60 x 99 cm (boceto)                           | Colección particular, Valencia                                                           |
| 28  | San Mauro Mártir                                                            | 1904      | Fresco (original), óleo sobre lienzo (boceto)          | 72 x 64 cm (boceto)                           | Colección particular (boceto), Alicante. Original desaparecido.                          |
| 29  | San Gregorio de Ostia                                                       | 1904      | Fresco (original), óleo sobre lienzo (boceto)          | 61 x 54 cm (boceto)                           | Colección particular (boceto), Alcoy. Original desaparecido.                             |
| 30  | San Roque                                                                   | 1904      | Fresco (original), óleo sobre lienzo (boceto)          | 72 x 54 cm (boceto)                           | Colección particular (boceto), Alcoy. Original desaparecido.                             |
| 31  | San Sebastián                                                               | 1904      | Fresco (original), óleo sobre lienzo (boceto)          |                                               | Desaparecido                                                                             |
| 32  | San Antonio Abad                                                            | 1904      | Fresco (original), óleo sobre lienzo (boceto)          | 72 x 54 cm (boceto)                           | Colección particular (boceto), Alcoy. Original desaparecido.                             |
| 33  | San Cristóbal                                                               | 1904      | Fresco                                                 |                                               | Desaparecido                                                                             |
| 34  | Adoración de los veinticuatro ancianos al Cordero                           | 1904      | Fresco (original), óleo sobre lienzo (boceto)          |                                               | Desaparecido                                                                             |
| 35  | Sagrada Eucaristía                                                          | 1904      | Fresco                                                 |                                               | Desaparecido                                                                             |
| 36  | Moisés recibiendo las Tablas de la Ley                                      | 1904      | Fresco                                                 |                                               | Desaparecido                                                                             |
| 37  | Dolorosa                                                                    |           | Óleo sobre tabla                                       | 26 x 19,5 cm                                  | Colección particular, Alcoy                                                              |
| 38  | San Agustín                                                                 |           | Óleo sobre tabla                                       | 17 x 13 cm                                    | Colección particular, Alcoy                                                              |
| 39  | Virgen con el Niño                                                          |           | Óleo sobre lienzo                                      | 28 x 23 cm                                    | La Unión Alcoyana                                                                        |
| 40  | San Buenaventura                                                            | 1909      | Óleo sobre lienzo                                      |                                               | Desaparecido                                                                             |
| 41  | Juan Duns Scoto                                                             | 1909      | Óleo sobre lienzo                                      |                                               | Desaparecido                                                                             |
| 42  | Nicolás IV                                                                  | 1909      | Óleo sobre lienzo                                      |                                               | Desaparecido                                                                             |
| 43  | Alejandro V                                                                 | 1909      | Óleo sobre lienzo                                      |                                               | Desaparecido                                                                             |
| 44  | Sixto IV                                                                    | 1909      | Óleo sobre lienzo                                      |                                               | Desaparecido                                                                             |
| 45  | Sixto V                                                                     | 1909      | Óleo sobre lienzo                                      |                                               | Desaparecido                                                                             |
| 46  | Retrato de Vicente Valor Masiá                                              | ca. 1868  | Óleo sobre lienzo                                      | 48 x 37 cm                                    | Colección particular, Valencia                                                           |
| 47  | Retrato de Francisca Pérez Miró                                             | ca. 1868  | Óleo sobre lienzo                                      | 54 x 46 cm                                    | Colección particular, Valencia                                                           |
| 48  | Retrato de Matilde Laporta Valor                                            |           | Óleo sobre lienzo                                      | 108 x 73 cm                                   | Colección particular, Bañeres                                                            |
| 49  | Retrato de José Laporta Valor                                               |           | Óleo sobre lienzo                                      | 108 x 73 cm                                   | Colección particular, Bañeres                                                            |
| 50  | Retrato de dama con mantilla                                                |           | Óleo sobre lienzo                                      | 61 x 43 cm                                    | Colección particular, Valencia                                                           |
| 51  | Retrato de Visentet el bobo o Un idiota                                     | 1892      | Óleo sobre lienzo                                      | 145 x 98 cm                                   | Desconocido                                                                              |
| 52  | Cabeza de niña                                                              |           | Óleo sobre lienzo                                      | 19,5 x 14,5 cm                                | Colección particular, Valencia                                                           |
| 53  | Retrato de Elvira                                                           |           | Óleo sobre lienzo                                      | 57 x 42 cm                                    | Colección particular, Alcoy                                                              |
| 54  | Retrato de Arturo Mélida                                                    | 1905      | Dibujo a carbón sobre papel                            | 31,5 x 21 cm                                  | Colección particular, Alcoy                                                              |
| 55  | Retrato de muchacho                                                         |           | Óleo sobre tabla                                       | 23 x 14,5 cm                                  | Colección particular, Alcoy                                                              |
| 56  | Un baño de luz                                                              |           | Óleo sobre lienzo                                      | 32 x 27 cm                                    | Colección particular, Alicante                                                           |
| 57  | Cabeza de Moro o de Árabe                                                   | ca. 1914  | Dibujo a carbón y pastel sobre papel                   | 65 x 50 cm                                    | Colección particular, Murcia                                                             |
| 58  | Etíope o Cabeza de Mora                                                     | 1914      | Dibujo a carbón y pastel sobre papel                   | 61 x 48 cm                                    | Colección particular, Valencia                                                           |
| 59  | Retrato del niño Pepito Vitoria Laporta o Pepón                             | 1914      | Dibujo a carbón y pastel sobre papel                   | 61 x 48 cm                                    | Colección particular, Valencia                                                           |
| 60  | Un edificio campesino                                                       |           | Óleo sobre tabla                                       | 31 x 44 cm                                    | Colección particular, Valencia                                                           |
| 61  | Paisaje con valla                                                           |           | Óleo sobre tabla                                       | 35 x 53 cm                                    | Colección particular, Valencia                                                           |
| 62  | Paisaje con árboles                                                         |           | Óleo sobre cartón                                      | 28,5 x 39 cm                                  | Colección particular, Valencia                                                           |
| 63  | La peña                                                                     |           | Óleo sobre lienzo                                      | 71 x 42 cm                                    | Colección particular, Valencia                                                           |
| 64  | Paisaje urbano (I)                                                          |           | Óleo sobre tabla                                       | 41 x 17 cm                                    | Colección particular, Alcoy                                                              |
| 65  | Paisaje urbano (II)                                                         |           | Óleo sobre tabla                                       |                                               | Colección particular, Alcoy                                                              |
| 66  | Paisaje fabril                                                              |           | Óleo sobre tabla                                       |                                               | Colección particular, Alcoy                                                              |
| 67  | L'albercoquer o Albaricoquero en flor                                       |           | Óleo sobre lienzo                                      | 48 x 30 cm                                    | Colección particular, Alcoy                                                              |
| 68  | El tronquet                                                                 |           | Óleo sobre tabla                                       | 26 x 19 cm                                    | Colección particular, Valencia                                                           |
| 69  | Montañas en Alcoy                                                           | 1900      | Óleo sobre tabla                                       | 27 x 18 cm                                    | Colección particular, Valencia                                                           |
| 70  | La bassa                                                                    | 1902      | Óleo sobre lienzo                                      | 77 x 45 cm                                    | Colección particular, Valencia                                                           |
| 71  | Paisaje costero                                                             | 1902      | Óleo sobre lienzo                                      | 77 x 45 cm                                    | Colección particular, Valencia                                                           |
| 72  | El burrito                                                                  |           | Óleo sobre lienzo                                      | 61 x 84 cm                                    | Colección particular, Torrelodones                                                       |
| 73  | Barranc de l'infern                                                         |           | Óleo sobre lienzo                                      |                                               | Colección particular, Alcoy                                                              |
| 74  | Paisaje con puente                                                          |           | Óleo sobre cartón                                      | 25,5 x 18 cm                                  | Colección particular                                                                     |
| 75  | El castell de Cocentaina o Paisaje montañés                                 |           | Óleo sobre tabla                                       | 18 x 26 cm                                    | Colección particular, Valencia                                                           |
| 76  | Paisaje agreste                                                             |           | Óleo sobre cartón                                      | 28 x 38,5 cm                                  | Colección particular, Alcoy                                                              |
| 77  | Serra de Mariola                                                            |           | Óleo sobre tabla                                       | 18 x 26 cm                                    | Colección particular, Valencia                                                           |
| 78  | Paisaje en verde                                                            |           | Óleo sobre tabla                                       | 18 x 26 cm                                    | Colección particular, Alcoy                                                              |
| 79  | Un ciprés                                                                   |           | Óleo sobre tabla                                       | 23 x 13,5 cm                                  | Colección particular, Alcoy                                                              |
| 80  | Paisaje en rojo                                                             |           | Óleo sobre tabla                                       | 33 x 25 cm                                    | Colección particular, Valencia                                                           |
| 81  | Paisaje con un edificio en tonos grises y rojos                             |           | Óleo sobre cartón                                      | 18 x 22 cm                                    | Desconocido                                                                              |
| 82  | Una casa                                                                    |           |                                                        | 30 x 44 cm                                    | Desconocido                                                                              |
| 83  | Bodegón con gato                                                            |           | Óleo sobre lienzo                                      | 54 x 83 cm                                    | Colección particular, Alcoy                                                              |
| 84  | Plato con flores (I)                                                        | ca. 1894  | Óleo sobre loza                                        | 26 cm (diámetro)                              | Colección particular, Alcoy                                                              |
| 85  | Plato con flores (II)                                                       | ca. 1894  | Óleo sobre loza                                        | 26 cm (diámetro)                              | Colección particular, Alcoy                                                              |
| 86  | Flores                                                                      |           | Óleo sobre tabla                                       | 18 x 26 cm                                    | Colección particular, Valencia                                                           |
| 87  | Jarrón con flores                                                           | 1907      | Óleo sobre tabla                                       | 27,5 cm x 37 cm                               | Colección particular, Valencia                                                           |
| 88  | Diseño Filà Marrakesch                                                      | 1901      |                                                        |                                               | Desaparecido                                                                             |
| 89  | Toni el Rey o retrato de Antonio Espinós Jordá                              | 1903      | Óleo sobre lienzo                                      | 91,5 x 42 cm                                  | Museu Alcoià de la Festa, Alcoy                                                          |
| 90  | Diseño Filà Guzmanes                                                        | 1905      | Óleo sobre lienzo                                      | 40 x 51 cm                                    | Filà Guzmanes, Alcoy                                                                     |
| 91  | Diseño Filà Vascos                                                          | 1908      | Óleo sobre lienzo                                      | 120 x 80 cm                                   | Desaparecido                                                                             |
| 92  | Francisco Laporta Boronat como Alférez Cristiano                            | 1910      | Óleo sobre lienzo                                      | 160 x 100 cm                                  | Museu Alcoià de la Festa, Alcoy                                                          |
| 93  | Diploma para los alumnos de la Escuela de Artes e Industrias                | 1901      | Carbón y pastel sobre lienzo                           | 58 x 104 cm                                   | Escuela Politécnica Superior de Alcoy                                                    |
| 94  | Porta-almanaque                                                             | 1901      |                                                        |                                               | Desaparecido                                                                             |
| 95  | J. Laporta. Alcoy.                                                          |           |                                                        |                                               | Desaparecido                                                                             |
| 96  | Alegoría modernista o La lámpara                                            | 1902      | Óleo sobre lienzo                                      | 81 x 56,5 cm                                  | Banco Sabadell (propietario)                                                             |
| 97  | Niño con mandolina sobre un paisaje de chimeneas o La Cigarra               |           | Acuarela sobre papel                                   | 60 x 40 cm                                    | Colección particular, Alcoy                                                              |
| 98  | Decoración fachada Ayuntamiento                                             | 1876      |                                                        |                                               | Desaparecido                                                                             |
| 99  | Decoración fachada Círculo Industrial                                       | 1876      |                                                        |                                               | Desaparecido                                                                             |
| 100 | Alegoría de la Comedia                                                      | 1881      | Óleo "al secco"                                        |                                               | Desaparecido                                                                             |
| 101 | Techo de la casa de don Vicente Albors                                      |           |                                                        |                                               | Colección particular, Alcoy                                                              |
| 102 | Joven mártir ahogada en el Tíber durante el reinado de Diocleciano          | 1905      | Óleo sobre lienzo                                      | 93 x 69 cm                                    | Desconocido                                                                              |
| 103 | El Alquimista                                                               | 1905      | Óleo sobre lienzo                                      | 92 x 73 cm                                    | Museo de Bellas Artes Gravina, Alicante                                                  |
| 104 | Esperando al cura                                                           |           | Óleo sobre lienzo                                      | 46 x 37 cm                                    | Colección particular, Alcoy                                                              |
| 105 | El sacristán                                                                |           |                                                        |                                               | Colección particular, Alcoy                                                              |
| 106 | El usurero prestamista                                                      | 1870      | Grabado sobre madera                                   |                                               | Publicado en La Ilustración Española y Americana                                         |
| 107 | Los sublevados arrastrando por las calles el cadáver del alcalde Sr. Albors | 1873      | Grabado sobre madera                                   |                                               | Publicado en La Ilustración Española y Americana                                         |
| 108 | Incendio por los petroleros de la manzana de casas de la calle del Mercado  | 1873      | Grabado sobre madera                                   |                                               | Publicado en La Ilustración Española y Americana                                         |
| 109 | Rehenes (mayores contribuyentes) detenidos en el patio de la cárcel         | 1873      | Grabado sobre madera                                   |                                               | Publicado en La Ilustración Española y Americana                                         |
| 110 | Allanamiento de una fábrica por los incendiarios                            | 1873      | Grabado sobre madera                                   |                                               | Publicado en La Ilustración Española y Americana                                         |
| 111 | Barbería aragonesa                                                          | 1874      | Grabado sobre madera                                   |                                               | Publicado en La Ilustración Española y Americana                                         |
| 112 | Escena de rocas y ventisqueros                                              | 1874      | Grabado sobre madera                                   |                                               | Publicado en La Ilustración Española y Americana                                         |
| 113 | El Alcalde de Polop                                                         | 1876      | Grabado sobre madera                                   |                                               | Publicado en El Globo                                                                    |
| 114 | El guardabosques                                                            | 1876      | Grabado sobre madera                                   |                                               | Publicado en El Globo                                                                    |
| 115 | Entierro de un labrador en Benilloba                                        | 1877      | Grabado sobre madera                                   |                                               | Publicado en La Ilustración Española y Americana                                         |
| 118 | Un labrador                                                                 | 1881      | Oleografía                                             |                                               | Desaparecido                                                                             |
| 117 | El alimento                                                                 | 1899      | Dibujo a tinta sobre papel                             | 31,5 x 21 cm                                  | Colección particular, Alcoy                                                              |
| 118 | El niño obrero                                                              | 1899      | Dibujo a tinta sobre papel                             |                                               | Desconocido                                                                              |
| 119 | La Lámpara                                                                  | 1902      | Dibujo a tinta sobre papel                             |                                               | Desconocido                                                                              |
| 120 | Borrascas                                                                   | 1905      | Dibujo a carbón y pastel sobre papel                   | 31,5 x 21 cm                                  | Colección particular, Alcoy                                                              |
| 121 | San Jorge en la batalla de Alcoy                                            | 1910      | Dibujo a tinta sobre papel                             |                                               | Publicado en La Defensa                                                                  |